# Tine Baanders
Tine Baanders (Amsterdam, 4 d'agost de 1890 – Maarssen, 24 de novembre de 1971) fou una il·lustradora, dissenyadora gràfica, tipògrafa i professora neerlandesa. És coneguda principalment pels seus dissenys d'ex-libris i cobertes de llibre.

## Biografia
Va ser educada pel seu pare, l'arquitecte Herman Hendrik Baanders, i més tard va estudiar en el Instituut voor Kunstnijverheidsonderwijs a Amsterdam, on finalment va exercir de professora. Va col·laborar amb freqüència per a la revista d'art Wendingen i va exhibir el seu treball a Amsterdam (1913, 1917), Rotterdam (1918), Haarlem (1919) i París (1925). A la Exposición International de les Arts Decoratives i Industrials Modernes (1925) a París, li va ser atorgat un Diploma amb la Medalla de Bronze.
A més com a professora a Amsterdam, ella va ensenyar també cal·ligrafia durant els anys 1949-1953 a la Academie voor Kunst en Industrie (AKI) a Enschede.